# Terrero, Huejutla de Reyes
Terrero är en ort i Mexiko.   Den ligger i kommunen Huejutla de Reyes och delstaten Hidalgo, i den sydöstra delen av landet, 200 km norr om huvudstaden Mexico City. Terrero ligger 268 meter över havet och antalet invånare är 260.
Terrängen runt Terrero är huvudsakligen kuperad, men åt nordost är den platt. Runt Terrero är det ganska tätbefolkat, med 248 invånare per kvadratkilometer. Närmaste större samhälle är Huejutla de Reyes, 6,5 km nordost om Terrero. I omgivningarna runt Terrero växer i huvudsak städsegrön lövskog.